# Uhlanga
Uhlanga es un lugar mítico en la mitología Zulú, descrito como una marisma ciénaga de la cual Unkulunkulu y la humanidad nació.  

## Descripción
El investigador Hahn ha sugerido que el pueblo Zulú podría haber tomado este mito de los Khoikhoi, de quien ellos apropiaron sus tierras; pero que ellos entendieron mal la palabra uhlanga que en Zulú significa pantano o ciénaga, pero que en algunos idiomas de Khoikhoi significa "vástago".  
Sin embargo, es importante indicar que en el idioma Bantú que habla las sociedades, los mitos sobre las personas que surgen de un pantano, una cueva, o un agujero en la tierra están extendidos.